# Rocourt (België)
Rocourt (In het Waals: Rôcou) is een deelgemeente van de Belgische stad Luik. Rocourt ligt in de provincie Luik, het was een zelfstandige gemeente tot aan de gemeentelijke herindeling van 1977.

## Geschiedenis
Op 11 oktober 1746 versloegen hier tijdens de Oostenrijkse Successieoorlog de Fransen tijdens de Slag bij Rocourt de troepen van Oostenrijk, Engeland en de Nederlandse Republiek.
Bij de onafhankelijkheid van België inventariseerde geograaf Philippe Vandermaelen in dit dorp 89 woningen die “min of meer goed gebouwd” waren. Het dorp telde 420 inwoners, die allen leefden van landbouw. Het inventaris omvat verder details over de natuurlijke omgeving, bodems, landbouwproductie en veestapel. Buiten de steenweg die door de wijk “Rocourt-Chaussée” loopt, waren er negen veldwegen die er slecht aan toe waren in de winter. 

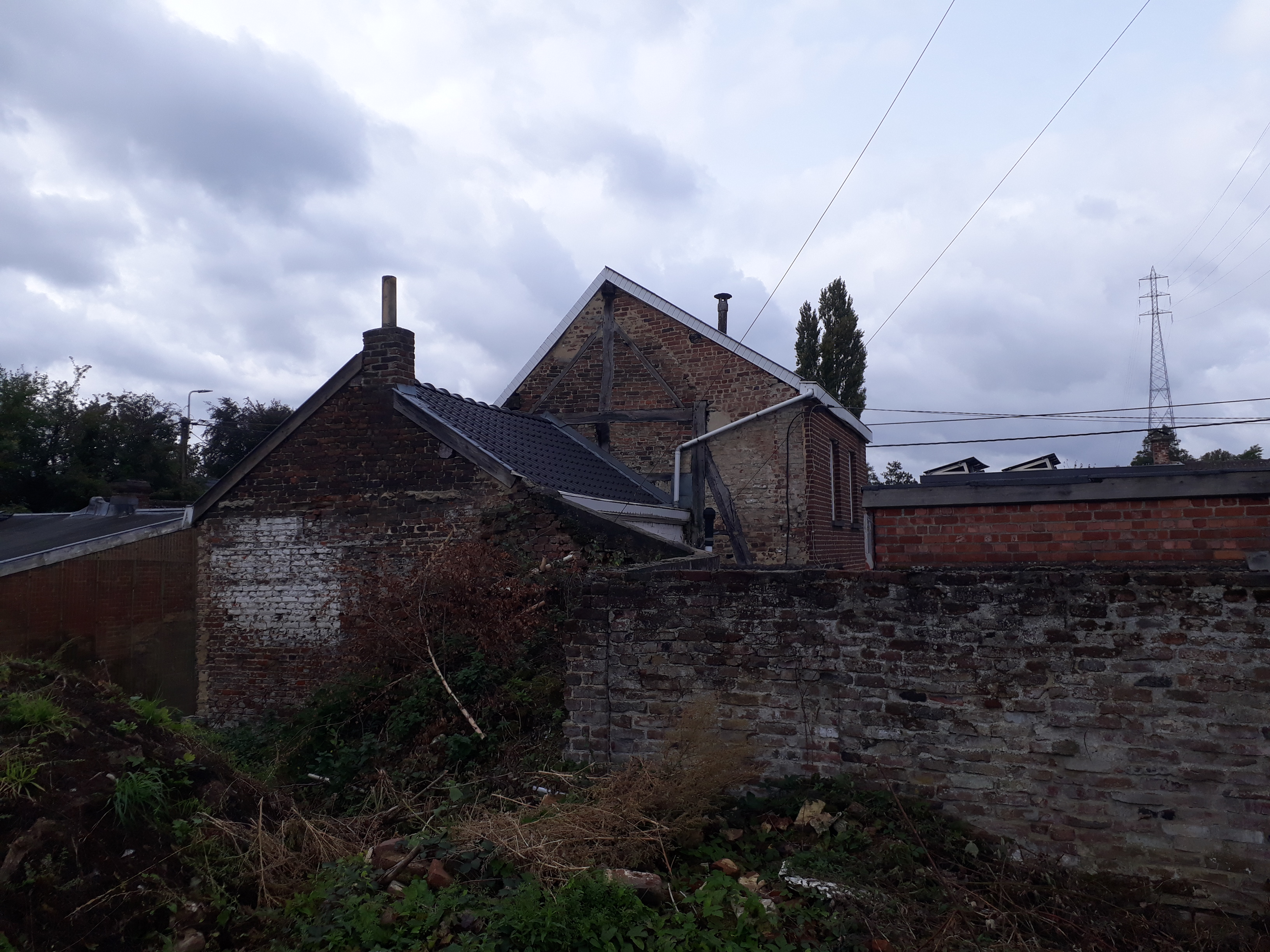
Zijwand in vakwerk van een huisje te Rocourt

## Demografische ontwikkeling
- Bronnen:NIS, Opm:1831 tot en met 1970=volkstellingen; 1976 = inwoneraantal op 31 december

## Economie
- Rocourt heeft van 1862-1966 op zijn grondgebied de steenkoolmijnen van de Société anonyme des Charbonnages d'Ans et de Rocour gekend. Enkele gedenktekens en een enkel gebouw getuigen nog van dit mijnverleden.
- Op de terreinen van de voormalige mijn vindt men tegenwoordig een terrein met grootwinkelbedrijven.
- Ook werd, in 1803, onder Napoleon Bonaparte een wapenfabriek opgericht die 3.000 kanonnen aan de marine moest leveren, teneinde daarmee oorlog tegen Engeland te voeren. Hieruit is de CC R&A voortgekomen, het Centre de Compétence du Matériel Roulant et Armement, kortweg l'Arsenal de Rocourt genaamd. De werkgelegenheid van dit arsenaal is teruggelopen van 1400 omstreeks 2000 tot 450 in 2017, en ook deze arbeidsplaatsen worden bedreigd.
- De Clinique Saint-Vincent is de belangrijkste kraamkliniek van Wallonië en onderdeel van het Centre hospitalier chrétien (CHC).
- Kinepolis Liège is een zeer groot en modern bioscoopcentrum, geopend in 1997, met 16 zalen en 5.010 zitplaatsen.

## Zendstation
Op 50°39'42"N 5°34'0"E stond een middengolfzender van de RTBF, die werkte op 1233 kHz met een vermogen van 5 kW.

## Bezienswaardigheden
- Sint-Jozefskerk
- Sint-Leonarduskerk

## Geboren
- Joseph Lesecque (1955-2020), atleet
- Edith Demaertelaere (1964), atlete
- Philippe Goffin (1967), politicus
- Jean-Paul Bruwier (1971), atleet
- Domitien Mestré (1973), atleet
- Patrick Delsemme (1974-2022), snookerspeler
- David Goffin (1990), tennisser
- Laurent Henkinet (1992), voetbaldoelman
- Loïc Vliegen (1993), wielrenner

## Galerij

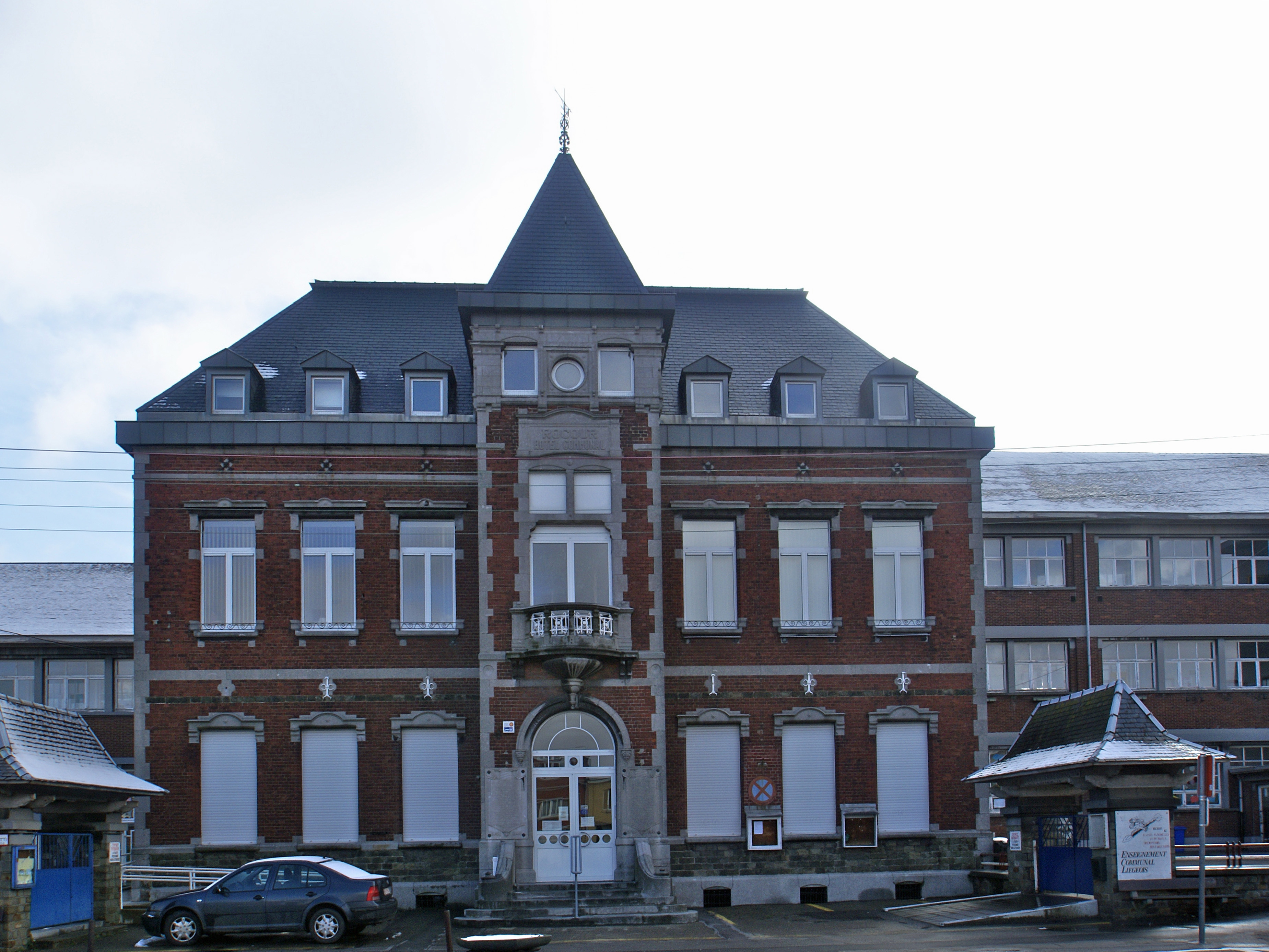
Oud gemeentehuis
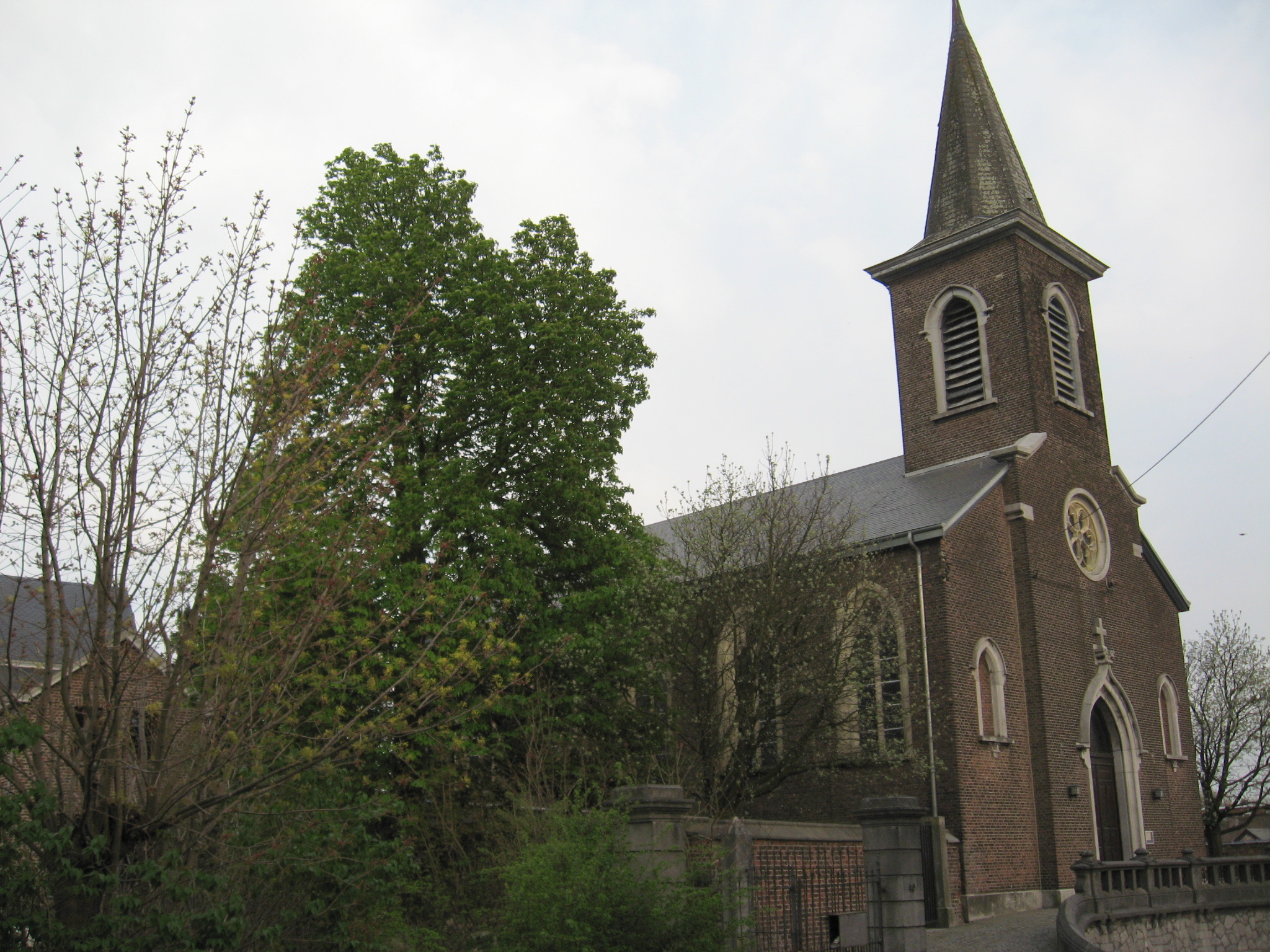
Sint-Leokerk van Rocourt

## Nabijgelegen kernen
Voroux-lez-Liers, Lantin, Hombroux, Ans, Vottem
Deelgemeenten: Angleur · Bressoux · Chênée · Glain · Grivegnée · Jupille-sur-Meuse · Luik · Rocourt · Wandre

Wijken: Amercœur · Burenville · Bois-de-Breux · Centre · Cointe · Droixhe · Guillemins · Kinkempois · Laveu · Longdoz · Nord · Outremeuse  · Saint-Laurent · Sainte-Marguerite · Sainte-Walburge · Sart-Tilman · Sclessin · Thier-à-Liège · Vennes

Subwijken: Avroy · Coronmeuse · Cornillon · Fétinne · Naimette-Xhovémont · Pierreuse · Saint-Gilles · Saint-Léonard

Buurten: Le Carré · Féronstrée et Hors-Château · Quartier latin

Belgische gemeenten · arrondissement Luik · provincie Luik · Wallonië